# Asialebra aureovirescens
Asialebra aureovirescens är en insektsart som först beskrevs av Irena Dworakowska 1968.  Asialebra aureovirescens ingår i släktet Asialebra och familjen dvärgstritar.
Artens utbredningsområde är Vietnam. Inga underarter finns listade i Catalogue of Life.